# Fuentepelayo
Fuentepelayo é um município da Espanha na província de Segóvia, comunidade autónoma de Castela e Leão, de área 31 km² com população de 991 habitantes (2007) e densidade populacional de 31,52 hab/km².

## Demografia
| Variação demográfica do município entre 1991 e 2004 | Variação demográfica do município entre 1991 e 2004 | Variação demográfica do município entre 1991 e 2004 | Variação demográfica do município entre 1991 e 2004 |
| --------------------------------------------------- | --------------------------------------------------- | --------------------------------------------------- | --------------------------------------------------- |
| 1991                                                | 1996                                                | 2001                                                | 2004                                                |
| 1032                                                | 1006                                                | 954                                                 | 975                                                 |